# Batteria Porta Furba
La Batteria Porta Furba (nota anche come Caserma "M.A.V.M. Vittorio Galiano", in precedenza Sanatorio "Berardino Ramazzini") è una batteria fortificata facente parte del Campo trincerato di Roma, attuale sede del Reparto Tecnico-Logistico e Amministrativo dei Reparti Speciali della Guardia di Finanza.

## Storia
La Batteria di Porta Furba fu costruita tra il 1883 e il 1886 come parte del sistema difensivo della città di Roma. Collocata in posizione arretrata rispetto ai principali forti, aveva il compito di controllare e difendere gli accessi urbani lungo le consolari Casilina e Appia, nonché la linea ferroviaria Roma–Napoli.
Durante la costruzione son stati ritrovati dei resti di un fabbricato assieme a dei reperti ed un gruppo idraulico.

### Riutilizzi e trasformazioni
Negli anni 1910 la struttura fu utilizzata da un reparto della Regia Guardia di Finanza per l’addestramento di cani da guerra. Durante gli anni Venti, fu adibita a deposito e successivamente trasformata in sanatorio e convalescenziario militare. Nel 1927 divenne il Sanatorio "Bernardino Ramazzini", successivamente anche dispensario antitubercolare, attivo fino alla fine degli anni Sessanta.
Nel 1925, la batteria ospitò la prima Colonia Lavorativa d’Italia, istituita per consentire ai convalescenti di riprendere gradualmente le attività lavorative. La colonia fu inaugurata da re Vittorio Emanuele III durante il Giubileo del Regno e gestita dall’Associazione Nazionale Invalidi di Guerra. Estesa su circa undici ettari, comprendeva dormitori, alloggi, foresteria, chiesa, campo sportivo, una serra, un’azienda agricola e padiglioni per le famiglie dei coloni. Alcuni edifici furono adattati a nuovi usi, mentre altri furono costruiti ex novo per ospitare ospedale, laboratori, scuola, uffici, teatro e biblioteca.
Nel 1930 la struttura fu ulteriormente ampliata con la costruzione di nuovi padiglioni adibiti a ricovero e a dispensario antitubercolare. Dopo l’armistizio del 1943, l’ex sanatorio fu occupato da rifugiati politici, renitenti alla leva e partigiani, sfruttando la presenza di cunicoli e ambienti sotterranei.
Il complesso ospedaliero rimase in funzione fino agli anni Sessanta e, successivamente, cadde in stato di abbandono fino al 1970, quando fu assegnato definitivamente alla Guardia di Finanza.

### Caserma “Vittorio Galiano”
A partire dal 1970, la ex batteria fu concessa alla Guardia di Finanza. Il complesso si estendeva su una superficie di circa dodici ettari, di cui nove occupati dai padiglioni del sanatorio e tre destinati all’azienda agricola. Nei primi anni, la struttura versava in condizioni di degrado; solo a partire dalla fine degli anni Settanta furono avviati importanti lavori di ristrutturazione e adeguamento.
Nel 1977 fu insediato un primo nucleo di 50 finanzieri della Legione Allievi, incaricati della custodia e della vigilanza. Nel 1979 vi fu trasferita anche la Compagnia Pronto Impiego della 9ª Legione di Roma. Negli anni successivi, ulteriori interventi e fondi stanziati per il potenziamento delle forze di polizia permisero di ospitare nella caserma numerosi reparti della Guardia di Finanza, rendendola una delle strutture più ampie e attrezzate del Lazio.

## Struttura
La struttura presenta una pianta pentagonale irregolare, con fronte esterno a saliente e fronte di gola rettilineo. Il fossato perimetrale era difeso da due mezze caponiere a tenaglia addossate al muro di controscarpa e da un muro alla Carnot, scoperto sui fianchi e sul fronte esterno, ma coperto sul fronte di gola. Sul lato sinistro dell’ingresso, protetto da un rivellino, si trovava un tamburo difensivo su un unico livello. Il piano del ramparo era accessibile tramite rampe simmetriche e ospitava le postazioni per l'artiglieria.
La batteria era dotata di una polveriera, situata nel muro di controscarpa del fronte di gola, con accesso dal fossato, e di un pozzo di acqua sorgiva. Il fronte principale, spezzato in due facce di 49 e 53 metri, formava un angolo interno di 136 gradi, permettendo il fuoco d’infilata per colpire i fianchi delle truppe nemiche.
L’impianto comprendeva circa sessanta ambienti destinati a funzioni operative e logistiche, tra cui alloggi per ufficiali e truppa, corpo di guardia, mensa, cucina, latrine, magazzini, riservette d’artiglieria e gallerie di collegamento. 